# Asian Tri Nations
L'Asian Tri Nations è un torneo internazionale di rugby a 15 che si tiene in Asia tra le Nazionali di Hong Kong, Singapore e Taiwan.
Nato nel 1999 su iniziativa della federazione singaporiana, che intese con tale torneo creare un'occasione di incontro a livello internazionale per le formazioni immediatamente a ridosso di Giappone e Corea del Sud, dominatrici del campionato asiatico, non si tenne più per molto tempo, essendo nel frattempo le tre squadre entrate, in varie divisioni, nelle Asian Series e successivamente nell'Asian Five Nations, tutte manifestazioni valide per il titolo continentale e per la qualificazione alla Coppa del Mondo di rugby.
Nel 2013 la Asian Rugby Football Union organizzò una nuova edizione del Tri Nations; anch'essa, come la precedente, fu vinta da Hong Kong.

## Albo d'oro
| Edizione | Campione  | 2ª classificata | 3ª classificata |
| -------- | --------- | --------------- | --------------- |
| 1999     | Hong Kong | Taiwan          | Singapore       |
| 2013     | Hong Kong | Singapore       | Taiwan          |